# 占姆·比弗
小詹姆士·諾曼·“吉姆”·比弗（James Norman "Jim" Beaver, Jr.，1950年8月12日—），美國男演員、編劇、電影史學家，在《超自然檔案》中飾演辛波比（Bobby Singer）而為觀眾所熟悉。

## 簡歷
1950年8月12日出生於懷俄明州拉勒米。父親是會計師有三個妹妹，就讀中央奧克拉荷馬大學。

## 個人生活

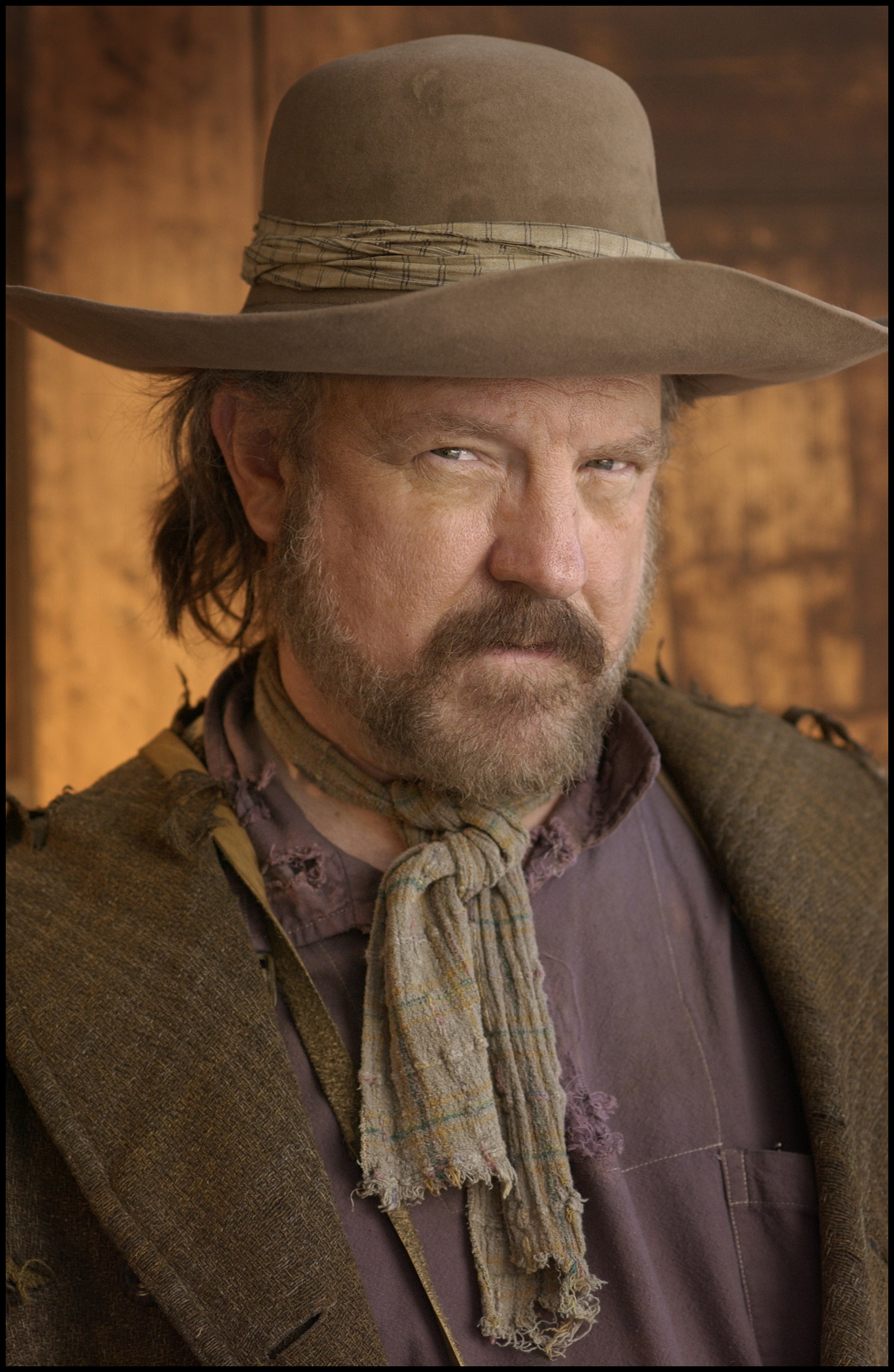
劇集死木中的占姆·比弗

1973年8月，在大學的學生時候曾與同學Debbie結婚，但四個月後便分居，1976年離婚。幾年後，他搬到加州與兒時朋友的演員Hank Worden一起居往。1989年比弗為期四年的追求，與女演員Cecily Adams結婚，2001年比弗與Cecily Adams誕下了女兒，但最後比弗的妻子Cecily Adams在2004年3月3日死於肺癌。

## 外部連結
- Jim Beaver的X（前Twitter）